# Korrespondensprincipen
Korrespondensprincipen inom fysik säger att beteendet hos system som beskrivs med kvantmekanik närmar sig klassisk mekanik när kvanttalen är stora. Principen formulerades av fysikern Niels Bohr 1920.